# Rafik Djebbour
Rafik Zoheir Djebbour (Grenoble, 8 marzo 1984) è un ex calciatore algerino, di ruolo attaccante.

## Statistiche

### Presenze e reti nei club
Statistiche aggiornate all'8 gennaio 2017.
| Stagione          | Squadra           | Campionato        | Campionato | Campionato | Coppa nazionale | Coppa nazionale | Coppa nazionale | Coppe continentali | Coppe continentali | Coppe continentali | Altre coppe | Altre coppe | Altre coppe | Totale | Totale |
| Stagione          | Squadra           | Comp              | Pres       | Reti       | Comp            | Pres            | Reti            | Comp               | Pres               | Reti               | Comp        | Pres        | Reti        | Pres   | Reti   |
| ----------------- | ----------------- | ----------------- | ---------- | ---------- | --------------- | --------------- | --------------- | ------------------ | ------------------ | ------------------ | ----------- | ----------- | ----------- | ------ | ------ |
| 2004-2005         | La Louvière       | D1                | 21         | 6          | CB              | 2               | 1               | -                  | -                  | -                  | -           | -           | -           | 23     | 7      |
| 2005-gen. 2006    | Ethnikos Asteras  | BE                | 21         | 11         | CG              | 2               | 1               | -                  | -                  | -                  | -           | -           | -           | 23     | 12     |
| gen.-giu. 2006    | Atromītos         | AE                | 12         | 6          | CG              | -               | -               | -                  | -                  | -                  | -           | -           | -           | 12     | 6      |
| 2006-gen. 2007    | Atromītos         | SL                | 2          | 0          | CG              | 0               | 0               | CU                 | 0                  | 0                  | -           | -           | -           | 2      | 0      |
| Totale Atromītos  | Totale Atromītos  | Totale Atromītos  | 14         | 6          |                 | 0               | 0               |                    | 0                  | 0                  |             | -           | -           | 14     | 6      |
| gen.-giu. 2007    | Paniōnios         | SL                | 14         | 4          | CG              | -               | -               | -                  | -                  | -                  | -           | -           | -           | 14     | 4      |
| 2007-2008         | Paniōnios         | SL                | 24+3       | 14+1       | CG              | 0               | 0               | CU                 | 6                  | 2                  | -           | -           | -           | 33     | 17     |
| Totale Paniōnios  | Totale Paniōnios  | Totale Paniōnios  | 38+3       | 18+1       |                 | 0               | 0               |                    | 6                  | 2                  |             | -           | -           | 47     | 21     |
| 2008-2009         | AEK Atene         | SL                | 23+5       | 7+1        | CG              | 5               | 2               | CU                 | 0                  | 0                  | -           | -           | -           | 33     | 10     |
| 2009-2010         | AEK Atene         | SL                | 14+5       | 4+2        | CG              | 0               | 0               | UEL                | 1                  | 0                  | -           | -           | -           | 20     | 6      |
| 2010-gen. 2011    | AEK Atene         | SL                | 11         | 5          | CG              | 2               | 1               | UEL                | 6                  | 2                  | -           | -           | -           | 19     | 8      |
| gen.-giu. 2011    | Olympiacos        | SL                | 10         | 7          | CG              | 1               | 0               | UEL                | -                  | -                  | -           | -           | -           | 11     | 7      |
| 2011-2012         | Olympiacos        | SL                | 21         | 12         | CG              | 3               | 1               | UCL+UEL            | 6+4                | 2+1                | -           | -           | -           | 34     | 16     |
| 2012-2013         | Olympiacos        | SL                | 25         | 20         | CG              | 4               | 2               | UCL+UEL            | 4+2                | 0                  | -           | -           | -           | 35     | 22     |
| Totale Olympiakos | Totale Olympiakos | Totale Olympiakos | 56         | 39         |                 | 8               | 3               |                    | 16                 | 3                  |             | -           | -           | 80     | 45     |
| 2013-gen. 2014    | Sivasspor         | SL                | 10         | 2          | TK              | 4               | 2               | -                  | -                  | -                  | -           | -           | -           | 14     | 4      |
| gen.-giu. 2014    | Nottingham Forest | FLC               | 7          | 1          | FACup+CdL       | 1+0             | 0               | -                  | -                  | -                  | -           | -           | -           | 8      | 1      |
| 2014-2015         | APOEL             | AK                | 18+8       | 8+6        | CC              | 6               | 3               | UCL                | 6                  | 0                  | SC          | 0           | 0           | 38     | 17     |
| 2015-2016         | AEK Atene         | SL                | 18+4       | 2          | CG              | 9               | 3               | -                  | -                  | -                  | -           | -           | -           | 31     | 5      |
| Totale AEK Atene  | Totale AEK Atene  | Totale AEK Atene  | 66+14      | 18+3       |                 | 16              | 6               |                    | 7                  | 2                  |             | -           | -           | 103    | 29     |
| 2016-2017         | Aris Salonicco    | FL                | 5          | 0          | CG              | 0               | 0               | -                  | -                  | -                  | -           | -           | -           | 5      | 0      |
| Totale carriera   | Totale carriera   | Totale carriera   | 281        | 119        |                 | 39              | 16              |                    | 35                 | 7                  |             | 0           | 0           | 355    | 142    |

### Cronologia presenze e reti in nazionale
| Cronologia completa delle presenze e delle reti in nazionale ― Algeria | Cronologia completa delle presenze e delle reti in nazionale ― Algeria | Cronologia completa delle presenze e delle reti in nazionale ― Algeria | Cronologia completa delle presenze e delle reti in nazionale ― Algeria | Cronologia completa delle presenze e delle reti in nazionale ― Algeria | Cronologia completa delle presenze e delle reti in nazionale ― Algeria | Cronologia completa delle presenze e delle reti in nazionale ― Algeria | Cronologia completa delle presenze e delle reti in nazionale ― Algeria |
| Data                                                                   | Città                                                                  | In casa                                                                | Risultato                                                              | Ospiti                                                                 | Competizione                                                           | Reti                                                                   | Note                                                                   |
| ---------------------------------------------------------------------- | ---------------------------------------------------------------------- | ---------------------------------------------------------------------- | ---------------------------------------------------------------------- | ---------------------------------------------------------------------- | ---------------------------------------------------------------------- | ---------------------------------------------------------------------- | ---------------------------------------------------------------------- |
| 15-8-2006                                                              | Aix-en-Provence                                                        | Algeria                                                                | 0 – 2                                                                  | Gabon                                                                  | Amichevole                                                             | -                                                                      | 68’                                                                    |
| 26-3-2008                                                              | Gonfreville-l'Orcher                                                   | Algeria                                                                | 1 – 1                                                                  | RD del Congo                                                           | Amichevole                                                             | -                                                                      | 73’                                                                    |
| 31-5-2008                                                              | Dakar                                                                  | Senegal                                                                | 1 – 0                                                                  | Algeria                                                                | Qual. Mondiali 2010                                                    | -                                                                      | 76’                                                                    |
| 6-6-2008                                                               | Blida                                                                  | Algeria                                                                | 3 – 0                                                                  | Liberia                                                                | Qual. Mondiali 2010                                                    | 1                                                                      |                                                                        |
| 14-6-2008                                                              | Bakau                                                                  | Gambia                                                                 | 1 – 0                                                                  | Algeria                                                                | Qual. Mondiali 2010                                                    | -                                                                      | 65’                                                                    |
| 20-6-2008                                                              | Blida                                                                  | Algeria                                                                | 1 – 0                                                                  | Gambia                                                                 | Qual. Mondiali 2010                                                    | -                                                                      |                                                                        |
| 20-8-2008                                                              | Le Touquet-Paris-Plage                                                 | Algeria                                                                | 1 – 0                                                                  | Emirati Arabi Uniti                                                    | Amichevole                                                             | -                                                                      | 74’                                                                    |
| 28-3-2009                                                              | Kigali                                                                 | Ruanda                                                                 | 0 – 0                                                                  | Algeria                                                                | Qual. Mondiali 2010                                                    | -                                                                      | 61’                                                                    |
| 7-6-2009                                                               | Blida                                                                  | Algeria                                                                | 3 – 1                                                                  | Egitto                                                                 | Qual. Mondiali 2010                                                    | 1                                                                      | 77’ 83’                                                                |
| 20-6-2009                                                              | Chililabombwe                                                          | Zambia                                                                 | 0 – 2                                                                  | Algeria                                                                | Qual. Mondiali 2010                                                    | -                                                                      | 82’                                                                    |
| 12-8-2009                                                              | Algeri                                                                 | Algeria                                                                | 1 – 0                                                                  | Uruguay                                                                | Amichevole                                                             | 1                                                                      | 85’                                                                    |
| 6-9-2009                                                               | Blida                                                                  | Algeria                                                                | 1 – 0                                                                  | Zambia                                                                 | Qual. Mondiali 2010                                                    | -                                                                      | 65’                                                                    |
| 11-10-2009                                                             | Blida                                                                  | Algeria                                                                | 3 – 1                                                                  | Ruanda                                                                 | Qual. Mondiali 2010                                                    | -                                                                      | 51’                                                                    |
| 3-3-2010                                                               | Algeri                                                                 | Algeria                                                                | 0 – 3                                                                  | Serbia                                                                 | Amichevole                                                             | -                                                                      | 63’                                                                    |
| 28-5-2010                                                              | Dublino                                                                | Irlanda                                                                | 3 – 0                                                                  | Algeria                                                                | Amichevole                                                             | -                                                                      | 58’                                                                    |
| 5-6-2010                                                               | Fürth                                                                  | Algeria                                                                | 1 – 0                                                                  | Emirati Arabi Uniti                                                    | Amichevole                                                             | -                                                                      | 64’                                                                    |
| 13-6-2010                                                              | Polokwane                                                              | Algeria                                                                | 0 – 1                                                                  | Slovenia                                                               | Mondiali 2010 - 1º turno                                               | -                                                                      | 58’                                                                    |
| 23-6-2010                                                              | Pretoria                                                               | Stati Uniti                                                            | 1 – 0                                                                  | Algeria                                                                | Mondiali 2010 - 1º turno                                               | -                                                                      | 65’                                                                    |
| 11-8-2010                                                              | Algeri                                                                 | Algeria                                                                | 1 – 2                                                                  | Gabon                                                                  | Amichevole                                                             | 1                                                                      |                                                                        |
| 3-9-2010                                                               | Blida                                                                  | Algeria                                                                | 1 – 1                                                                  | Tanzania                                                               | Qual. Coppa d'Africa 2012                                              | -                                                                      |                                                                        |
| 10-10-2010                                                             | Bangui                                                                 | Rep. Centrafricana                                                     | 2 – 0                                                                  | Algeria                                                                | Qual. Coppa d'Africa 2012                                              | -                                                                      |                                                                        |
| 27-3-2011                                                              | Annaba                                                                 | Algeria                                                                | 1 – 0                                                                  | Marocco                                                                | Qual. Coppa d'Africa 2012                                              | -                                                                      |                                                                        |
| 4-6-2011                                                               | Marrakech                                                              | Marocco                                                                | 4 – 0                                                                  | Algeria                                                                | Qual. Coppa d'Africa 2012                                              | -                                                                      | 71’                                                                    |
| 9-10-2011                                                              | Algeri                                                                 | Algeria                                                                | 2 – 0                                                                  | Rep. Centrafricana                                                     | Qual. Coppa d'Africa 2012                                              | -                                                                      | 74’                                                                    |
| 26-5-2012                                                              | Blida                                                                  | Algeria                                                                | 3 – 0                                                                  | Niger                                                                  | Amichevole                                                             | 1                                                                      | 46’                                                                    |
| 2-6-2012                                                               | Blida                                                                  | Algeria                                                                | 4 – 0                                                                  | Ruanda                                                                 | Qual. Mondiali 2014                                                    | -                                                                      | 58’                                                                    |
| 10-6-2012                                                              | Ouagadougou                                                            | Mali                                                                   | 2 – 1                                                                  | Algeria                                                                | Qual. Mondiali 2014                                                    | -                                                                      | 88’                                                                    |
| 15-6-2012                                                              | Blida                                                                  | Algeria                                                                | 4 – 1                                                                  | Gambia                                                                 | Qual. Coppa d'Africa 2013                                              | -                                                                      | 83’                                                                    |
| 9-9-2012                                                               | Casablanca                                                             | Libia                                                                  | 0 – 1                                                                  | Algeria                                                                | Qual. Coppa d'Africa 2013                                              | -                                                                      | 90+2’                                                                  |
| 26-3-2013                                                              | Blida                                                                  | Algeria                                                                | 3 – 1                                                                  | Benin                                                                  | Qual. Mondiali 2014                                                    | -                                                                      | 76’                                                                    |
| 2-6-2013                                                               | Blida                                                                  | Algeria                                                                | 2 – 0                                                                  | Burkina Faso                                                           | Amichevole                                                             | -                                                                      | 46’                                                                    |
| 16-6-2013                                                              | Kigali                                                                 | Ruanda                                                                 | 0 – 1                                                                  | Algeria                                                                | Qual. Mondiali 2014                                                    | -                                                                      | 82’                                                                    |
| 5-3-2014                                                               | Blida                                                                  | Algeria                                                                | 2 – 0                                                                  | Slovenia                                                               | Amichevole                                                             | -                                                                      | 70’                                                                    |
| Totale                                                                 |                                                                        | Presenze                                                               | 33                                                                     |                                                                        | Reti                                                                   | 5                                                                      |                                                                        |

## Palmarès

### Club

#### Competizioni nazionali
- Campionato greco: 3

Olympiakos: 2010-2011, 2011-2012, 2012-2013
- Coppa di Grecia: 3

Olympiakos: 2011-2012, 2012-2013
AEK Atene: 2015-2016
- Campionato cipriota: 1

APOEL Nicosia: 2014-2015
- Coppa di Cipro: 1

APOEL Nicosia: 2014-2015

### Individuale
- Capocannoniere della Souper Ligka Ellada: 1

2012-2013 (20 gol)